# 萩原真紀
萩原 真紀（はぎわら まき、1977年12月22日 - ）は、サン放送アカデミー所属のフリーアナウンサー。

## 略歴
兵庫県神戸市出身。甲南女子大学卒業後、損害保険会社に勤務するが、途中からアナウンサーを志し、今所属する事務所のスクールに通う。
2005年、NHK津放送局に契約キャスターとして採用され転職。4年間の勤務中、愛三岐3県の地上デジタル放送推進大使を兼務していた森山春香の負担を減らすため、津放送局の地デジ大使となり、県域地デジ放送開始PRの重責を担った。
2009年、NHK津の契約が切れると関西へ戻り、かつてスクールで学んだ今の事務所に今度はフリーアナウンサーとして登録。NHK大阪放送局にタレント扱いで派遣され、昼前の情報番組キャスターとして活躍した。しかしこの間に結婚・妊娠したことから、2012年3月19日（2011年度最後の放送）を以って降板、産休に入った。
趣味はゴルフ、料理。

## 出演番組
NHK津
- ほっとイブニングみえ キャスター（2005年度～2008年度）
- みえーるくん情報 キャスター

NHK関西ネットワーク
- ぐるっと関西おひるまえ キャスター（2009年度～2011年度）

NHK-BS
- ドゥ!エアロビック（2011年、関西収録分）